# Усачёв, Иван Викторович
Ива́н Ви́кторович Усачёв (24 ноября 1961 года, Москва) — российский продюсер и телеведущий. Наибольшую известность получил как автор и ведущий телепроектов «Вы — очевидец» на ТВ-6, затем на REN-TV (1995—2005, 2007) и «Тайны нашего кино» на телеканале «ТВ Центр» (2011—2016).

## Биография
Родился 24 ноября 1961 года в Москве. Отец работал сварщиком, мать — инженером. В 1983 году окончил переводческий факультет Московского государственного педагогического института иностранных языков (МГПИИЯ) имени Мориса Тореза по специальности «переводчик-референт». Владеет английским и французским языками.
В 1983—1986 годах служил в составе военной миссии в качестве лейтенанта-переводчика военного советника командира зенитной бригады в Эфиопии. Одно время работал корректором во Внешторгиздате.

### Профессиональная деятельность
С 1986 года — корреспондент в отделе вещания на США и Канаду Московского международного радио, после — корреспондент в программе «Взгляд», где вёл рубрику «Зонд».
Был ведущим программы «Гиннесс-шоу» (АТВ), затем был руководителем программы «Время деловых людей» (Всероссийское кабельное телевидение — ВКТ). В 1993 году некоторое время работал режиссёром программы «Сам себе режиссёр» производства компании «Video International».
С 1994 по 2002 год работал автором, ведущим и продюсером ряда телевизионных программ, выходивших в эфир на телеканале ТВ-6 (ЗАО «Московская независимая вещательная корпорация»). Изначально был автором и ведущим программы «Навеселе». С октября 1994 по июнь 1995 года вёл программу «Катастрофы недели», далее работал в этой же программе продюсером. В период с октября 1995 по январь 2002 года был автором и ведущим программы «Вы — очевидец», в которой показывались любительские видеоролики, присланные телезрителями.
После прихода команды Евгения Киселёва в апреле 2001 года согласился работать на канале ТВ-6 в одном составе с бывшими журналистами с НТВ. С сентября 2001 по январь 2002 года вёл программу «За гранью возможного». В этот же период был исполнительным продюсером реалити-шоу «За стеклом» на том же канале, первой на российском телевидении передачи этого жанра. Уволился с ТВ-6 6 февраля 2002 года. Впоследствии изменил своё мнение о тех событиях, критиковал решение владельца канала Бориса Березовского пригласить на ТВ-6 бывших сотрудников НТВ, из-за которого многие сотрудники старого ТВ-6 были вынуждены искать для себя новые места работы.
В феврале 2002 года, спустя месяц после закрытия ТВ-6, Иван Усачёв перешёл на телеканал РЕН ТВ, где с марта стал вести программу «Очевидец» — несколько переработанную версию программы, ранее выходившей на телеканале ТВ-6. На Ren TV Усачёв вёл программу «Очевидец» до июня 2005 года, после летнего отпуска на смену ему пришёл Сергей Рост. В феврале 2007 года программа раскололась на две части: «Самое шокирующее» и «Самое смешное». Иван стал ведущим программы «Самое шокирующее». Но провёл её недолго — вскоре ему на смену пришёл Дмитрий Марьянов. В 2011 году программу «Вы — очевидец» хотели возродить уже на канале ДТВ. Был отснят пилотный выпуск с копирайтом «по заказу ЗАО „ТВ Дарьял“», но по непонятным причинам в эфире он так и не появился, хотя был доступен в интернете. В конечном итоге спустя 9 лет данный телеканал осуществил этот замысел (уже будучи названным «Че»), однако в течение апреля 2020 года вышло только 5 выпусков.
С сентября 2003 по февраль 2004 года был руководителем дневного ток-шоу «Принцип домино» на канале НТВ.
С августа 2004 по август 2005 года являлся ведущим программы «Очевидец: невероятные истории» на REN-TV. В 2004 году снялся в новогоднем спецвыпуске телесериала «Солдаты» — «Здравствуй, рота, новый год!» — в роли продюсера.
В 2005—2006 годах, после ухода с REN-TV, производил программы для украинского телевидения — среди них «Невероятные истории любви» на СТБ и «Вы — очевидец. Лучшее за 10 лет» на «Новом канале». Делал авторский проект «Москва — Киев», основанный на сопоставлении двух городов.
С 22 января по 24 декабря 2006 года вёл обзор происшествий «Стихия» на НТВ.
С 22 апреля 2007 по 5 сентября 2012 года за кадром озвучивал собственную программу «Реальные истории» на канале «ТВ Центр».
С 8 марта 2011 по 27 декабря 2016 года Иван Усачёв являлся автором и ведущим цикла «Тайны нашего кино» на телеканале «ТВ Центр».
С 27 августа 2012 по 9 августа 2013 года был ведущим программы «С.У.П.» на «Перце». Также принимал участие в выпуске телепрограммы «Дорожные войны» на том же телеканале.
В 2017 году из-за отсутствия предложений телеканалов и закрытия ряда проектов переоформил профиль студии на ремонт московских квартир. Через два года он приобрёл нового телевизионного партнёра в лице канала «Мир».

### Передачи, созданные при участии Ивана Усачёва
Иван Усачёв принимал участие в создании следующих передач и фильмов:
- программа «Катастрофы недели» ТВ-6 (1994—2002), ведущий, позднее — продюсер[14]
- программа «Вы — очевидец» ТВ-6/РЕН ТВ/Новый канал/Че (1995—2007, 2020)[46][47]
- программа «Наши любимые животные» ТВ-6/ТВ Центр (1999—2001[48][49], 2006—2013) (соавтор, продюсер)[4][50][51]
- программа «Сеть» ТВ-6 (2000—2002) (продюсер, руководитель)[14][52][53]
- программа «Ох, уж эти дети!» ТВ-6 (2001) (продюсер)[54]
- программа «За гранью возможного» ТВ-6 (2001—2002)
- программа «Просто звери» ТВ-6 (2001—2002) (автор, продюсер)
- реалити-шоу «За стеклом» ТВ-6 (2001)[20][21]
- документальный цикл «Такая профессия» Ren-TV (2002—2003)[55][56]
- ток-шоу «5 минут до развода» Ren-TV (2002)[57]
- программа «Реальные истории» ТВ Центр (2007—2011)
- программа «Мистика звёзд» ТВ-3 (2007—2008)
- документальный фильм «Мы семья» 1-й канал (2009)
- документальный фильм «Звёзды за решёткой» РЕН ТВ (2009)
- документальный фильм «Светлана Крючкова. Я любовь узнаю по боли…» ТВ Центр (2009)
- документальный фильм «Кола Бельды. Моряк из тундры» ТВ Центр (2010)
- документальный фильм «Надежда Румянцева. Во всём прошу винить любовь…» ТВ Центр (2010)
- документальный фильм «Мария Миронова. Её любимые мужчины» ТВ Центр (2010)
- документальный фильм «Раймонд Паулс. Всё, что было — не исправишь…» ТВ Центр (2010)
- документальный фильм «Сергей Никоненко. О, счастливчик!» ТВ Центр (2011)
- программа «10 самых» Муз-ТВ (2010)
- программа «Дорожные войны» ДТВ/Перец/Че (2010—2015, с 2020 года)[58]
- программа «Улётное видео по-русски» ДТВ/Перец/Че (2010—2015, с 2019 года)
- фильм «10 самых привлекательных богачей России» РЕН ТВ (2011)
- документальный фильм «Живая тема. Не до смеха» РЕН ТВ (2012)
- документальный цикл «Планета против человека» РЕН ТВ (2011)
- программа «Тайны советского (нашего) кино» ТВ Центр (2011—2016)
- программа «Улётное видео по-русски. Самые опасные профессии России» ДТВ (2011)
- программа «С. У. П.» Перец (2011—2013) (продюсер, впоследствии ведущий)
- ток-шоу «Достали!» Перец (2012) (пилотный выпуск, не вышел в эфир)
- программа «Улётное видео со звёздами» Перец (2012)
- документальный цикл «Какие люди!» РЕН ТВ (2012—2013)
- программа «Телефонный розыгрыш» Перец (2012)
- программа «Дорога» Перец (2014)
- программа «Рыцари дорог» Че (2016)
- программа «Любовь без границ» Мир (2019)
- программа «Андрей Макаревич. Кино со вкусом» Мир (2019)
- программа «Улётное видео. Топ-35» Че (с 2022 года)
- программа «Улётные животные» Че (с 2024 года)

## Личная жизнь
Женат в третий раз (в настоящее[какое?] время на Юлии Микитенко), от каждого брака имеет двух дочерей и сына.